# Tavenna
Tavenna är en ort och kommun i provinsen Campobasso i regionen Molise i Italien. Kommunen hade 673 invånare (2018).